# 臺中市南屯區大新國民小學
臺中市南屯區大新國民小學，簡稱大新國小，是台灣台中市一所市立小學，位於南屯區文心路一段280號，為臺中市人數第三多的國小。位於五期並緊鄰七期重劃區。

## 校史
- 1995年12月，台中市政府核定文小64設校，並派東興國小莊碧雲校長擔任籌備建校工作。
- 1998年8月，市府核派國光國小校長彭源榮擔任首任校長。9月開始招生。
- 1999年，獲全國兒童舞蹈比賽第一名。
- 2014年7月，獲得瑞典世界手球賽冠軍。[2][3]
- 2015年7月，前往斯洛維尼亞參加第23屆歐洲節國際手球錦標賽並獲得冠軍。[4]
- 2016年7月，前往瑞典哥特堡參加芭底麗杯手球分齡錦標賽獲得冠軍。[5]

## 其它活動
- 2010年3月26日，社團法人中華民國婦幼關懷成長協會辦理"希望工程系列活動"愛遊心生希望百分百園遊會。[6][7]
- 台中捷運綠線首列電聯車2017年2月12日亮相遊行，並在沿線的大新國小停留。[8]

### 爭議
- 家長會長出面質疑教育部政策，教育部隨即澄清。[9]

## 周邊交通
- █烏日文心北屯線： 文心森林公園站